# Dulayti (ort i Kina, Xinjiang Uygur Zizhiqu, lat 47,77, long 87,08)
Dulayti (kinesiska: 杜来提乡) är en ort i Kina. Den ligger i den autonoma regionen Xinjiang, i den nordvästra delen av landet, omkring 440 kilometer norr om regionhuvudstaden Ürümqi. Antalet invånare är 8 133. Befolkningen består av 3 929 kvinnor och 4 204 män. Barn under 15 år utgör 21,0 %, vuxna 15-64 år 72 %, och äldre över 65 år 5,0 %.
Runt Dulayti är det mycket glesbefolkat, med 6 invånare per kvadratkilometer. Närmaste större samhälle är Oymak, 14,2 km nordväst om Dulayti. Trakten runt Dulayti består i huvudsak av gräsmarker.
Genomsnittlig årsnederbörd är 290 millimeter. Den regnigaste månaden är oktober, med i genomsnitt 36 mm nederbörd, och den torraste är april, med 8 mm nederbörd.